# Óros Pantokrátoros
Óros Pantokrátoros är ett berg i Grekland.   Det ligger i prefekturen Nomós Kerkýras och regionen Joniska öarna, i den västra delen av landet, 400 km nordväst om huvudstaden Aten. Toppen på Óros Pantokrátoros är 906 meter över havet. Óros Pantokrátoros ligger på ön Korfu.
Terrängen runt Óros Pantokrátoros är kuperad. Havet är nära Óros Pantokrátoros åt sydost. Óros Pantokrátoros är den högsta punkten i trakten. Närmaste större samhälle är Korfu, 14,8 km söder om Óros Pantokrátoros. 